# Pizzo degli Angeli
Pizzo degli Angeli è una montagna dei Nebrodi. Con i suoi 1623 m s.l.m. fa parte degli alti Nebrodi e si colloca tra le cime più elevate della catena. 
È ubicato in prossimità della SS 289 per Cesarò, immediatamente a sud di Portella Femmina Morta, e a circa 4 km ad ovest di Monte Soro, la più alta vetta nebroidea. 
Si presenta come un rilievo dalle pendici relativamente poco aspre ed ampiamente coperte dalla vegetazione boschiva che costituisce l'area.

## Vie d'accesso alla vetta e sentieri
Data l’immediata prossimità a Portella Femmina morta, il sopracitato valico rappresenta il punto più vicino da cui poter ascendere in vetta.